# London War Cup
The London War Cup var en engelsk fotbollsturnering som hölls under andra världskriget. Den var en av flera tillfälliga tävlingar som spelades under kriget, då flera ligor och cuper inte spelades.
Lag från hela södra England deltog fast den kallades för London War Cup.
En annan fotbollsturnering som spelades under andra världskriget var Football League War Cup. 

## Finaler
| Säsong    | Vinnare   | Finalist   |
| --------- | --------- | ---------- |
| 1940/1941 | Reading   | Brentford  |
| 1941/1942 | Brentford | Portsmouth |